# ストロマエ
ストロマエ（Stromae、1985年3月12日 - ）は、ベルギー・ブリュッセル出身のヒップホップ・電子音楽のミュージシャン、シンガーソングライター。本名は、ポール・ヴァン・ハバー（Paul Van Haver、オランダ語発音: [ˈpɔːl vɑn ˈɦɑvər]）。

## 略歴

### 生い立ち
ブリュッセルのエテルベークでルワンダ人の父とベルギー人の母との間に生まれる。そして8歳の時に起きたルワンダ虐殺により、父親をなくす。幼少から正規の音楽教育を受け、11歳から4年間音楽学校l'Académie Musicale de Jetteでソルフェージュと打楽器を学ぶ。15歳からラッパーとして活動し、マエストロの倒語であるストロマエの名義を名乗り始める。
10代でラッパーJ.E.D.I.と結成したラップデュオ「Suspicion」で楽曲「Faut que t’arrête le Rap」を制作したほか、国立映画学校INRACI（仏: Institut national de radioélectricité et cinématographie）の映画学部に入学し、在学中にコンパクト盤「Juste un cerveau, un flow, un fond et un mic...」を制作している。

### 商業的キャリア
2008年にはビコーズ・ミュージックとKilomaîtreとの間で作曲家契約を結び、メリッサ・Mやケリー・ジェイムズ、アングンらに楽曲提供している。
2009年のシングル「Alors on danse」のヒットにより、彼のソロ・アーティストとしての評価は爆発的に高まる。2009年に研修生として働いていた音楽ラジオ局NRJで、このシングルがオンエアされると、数週間でこのシングルはベルギーのチャート首位へ至る。その後ベルギー国外で発売されると、ドイツを始めとして、イタリア、オーストリア、オランダ、スイス、スロバキア、チェコ、デンマーク、トルコ、フランス、ブルガリア、ポーランド、ルーマニア、ルクセンブルク、ロシアの計16ヶ国でチャート首位を記録した。リミックス盤ではカニエ・ウェストとのコラボレーションも果たしている。
2015年のアフリカ・ツアーで、マラリア予防のために抗マラリア剤メフロキン（製品名ラリアム）を使用し、そのときから不安や悪夢などの精神障害に苦しみ、自殺も考えていたという。2年経った後も回復せず、復帰の目処は立っていない。彼は『私は人生で後悔していることはほとんどありませんが、もしあのときに戻ってラリアムを避けることができるのであれば、私は躊躇なくそうします。』と述べている。2017年11月29日に放送されたen:France Ôのドキュメンタリー番組 "Malaria Business" に出演した。

## ディスコグラフィ

### アルバム
- 2010年：Cheese
- 2013年：Racine carrée
- 2022年：Multitude

### EP
- 2007年：Juste un cerveau, un flow, un fond et un mic...

### Maixtapes
- 2006年：Freestyle Finest
- 2009年：Mixture Elecstro

### Video albums
- 2015年：Racine carrée Live

### シングル
- 2005年：Faut qu’t’arrêtes le rap...
- 2009年：Up saw liz
- 2009年：Alors on danse
- 2010年：Bienvenue chez moi
- 2010年：Te quiero
- 2010年：House'llelujah
- 2010年：Rail de musique
- 2010年：Peace or Violence
- 2010年：Silence
- 2010年：Je cours
- 2013年：Papaoutai
- 2013年：Formidable
- 2013年：Tous les mêmes
- 2014年：Ta fête
- 2014年：Ave Cesaria
- 2014年：Meltdown (feat. Lorde, Pusha T, Q-Tip & Haim)
- 2015年：Carmen
- 2015年：Quand c'est?
- 2017年：Repetto X Mosaert
- 2018年：Défiler
- 2021年：Santé
- 2022年：L'enfer
- 2022年：Fils de joie
- 2022年：Mon amour
- 2024年：Ma meilleure ennemie